# 安寧病房

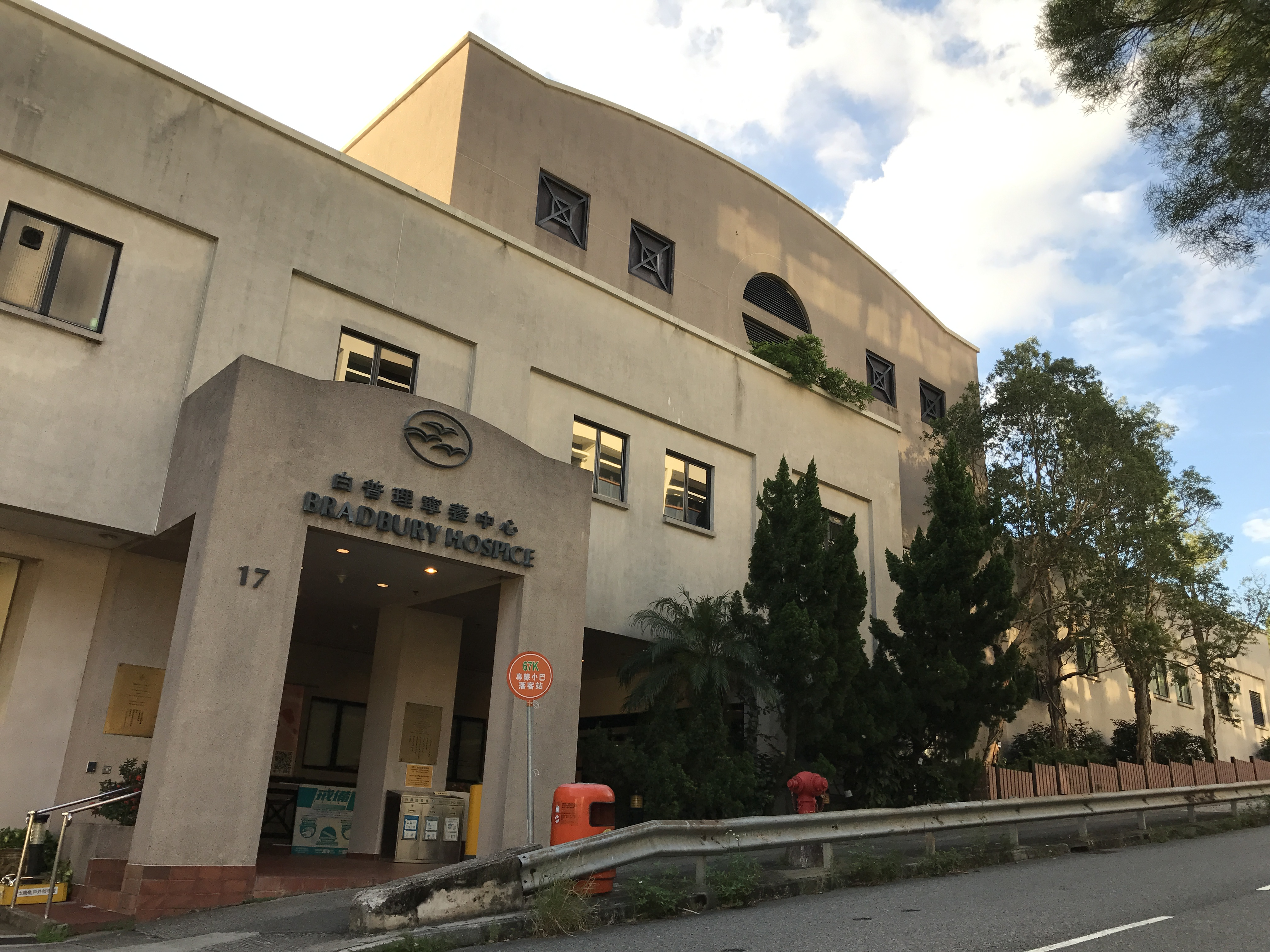
白普理寧養中心是香港其中一家以提供安寧病房作為主要服務的設施

安寧病房、寧養中心或安寧醫院是指進行安寧緩和醫療（臨終關懷）的病房或醫院，一般是針對癌症末期或絕症、治療已不容易再見效的病者。安寧照護這個觀點在11世紀的西方社會就被提出。安寧病房會減少無效醫療，主要專注在疼痛控制以及給予心理上、心靈上的治療與照顧，主要目的在於提升病人在臨終前的生活品質。